# Lilium papilliferum
Lilium papilliferum là một loài thực vật có hoa trong họ Liliaceae. Loài này được Franch. miêu tả khoa học đầu tiên năm 1892.